# Unité de la police de l’aéroport
Die Unité de la Police de l’Aéroport, abgekürzt UPA (deutsch: Flughafenpolizei), ist eine polizeiliche Einheit des Aufgabengebietes "Police Administrative" der Police grand-ducale, der staatlichen Polizei im Großherzogtum Luxemburg.
Außer der illegalen Einwanderung und der Grenzkontrolle gehören die Flughafensicherheit sowie die Luftfahrtpolizei zu den Aufgabenbereichen der UPA am Flughafen Luxemburg.
Die Belegschaft der UPA zählt aktuell 75 Polizeibeamte (Stand: Januar 2020). Zum 1. August 2018 änderte die Einheit im Rahmen der Polizeireform ihren Namen von "Unité Centrale de Police à l’Aéroport" in  "Unité de la police de l’aéroport.

## Organisation
Die „Unité de la Police de l’Aéroport“ (UPA) setzt sich aus einer Direktion, einem Sekretariat sowie zwei Abteilungen zusammen. Bei den beiden Abteilungen handelt es sich um den „Service de Contrôle à l’Aéroport“ (SCA) und um den „Service de Garde à l’Aéroport“ (SGA).

## Hauptaufgaben der UPA
Im allgemeinen Polizeibereich
- Gewährung einer permanenten Polizeipräsenz am Flughafen Luxemburg,
- Koordination der Aufgaben von Polizei und Zollverwaltung am Flughafen,
- Pflege und Aufrechterhaltung von Kontakten mit ausländischen Flughafenpolizei- und Grenzkontrollbehörden,
- Vertretung der großherzoglichen Polizei in nationalen sowie internationalen Ausschüssen und Versammlungen im Bereich der Flughafensicherheit und der Grenzkontrolle.

Im Bereich der Flughafensicherheit (Großherzog. Reglement vom 24. Februar 2016)
- Erteilung der Zutritts- und Aufenthaltsgenehmigung für den Flughafenbereich,
- Erteilung der Zutrittsgenehmigung für Flughafenbesucher und Presse.

Im Bereich der Luftfahrtpolizei
- Leiten von Untersuchungen bei Zwischenfällen sowie Unfällen, welche sich auf dem Flughafengebiet zugetragen haben,
- Teilnahme an Untersuchungen, welche in Luxemburg zugelassene Luftfahrtunternehmen betreffen, ungeachtet der geografischen Lage des Unfallortes.

## Spezialmissionen des SCA
Im Bereich der Fremdenpolizei (SCA-SCF)
- Kontrolle der Reisedokumente bei Einreise aus einem bzw. bei der Ausreise der Passagiere in einen „Nicht-Schengen“ Staat,
- Durchführung gründlicher Kontrollen bei verdächtigen Passagieren,
- Ausstellen von Visa in Ausnahmefällen,
- Überwachung der Außengrenze.

Im Bereich Gutachtenerstellung von Dokumenten (SCA-SED)
- Erstellen von Gutachten von Reisedokumenten auf Anfrage der „Section Contrôle Frontalier“, anderer Polizeidienststellen sowie gerichtlicher Behörden,
- Aus- und Fortbildung des Personals des „SCA“ und anderer Mitglieder der Großherzoglichen Polizei im Bereich offizieller Dokumente,
- Erstellen von Statistiken, Risikoanalysen sowie Informationsbögen im Bereich der Grenzkontrolle und falscher Dokumente,
- Nationale sowie internationale Kontaktstelle der Großherzoglichen Polizei im Bereich „offizielle Dokumente“.

## Spezialmissionen des SGA
Im Sicherheits- und Schutzbereich
- Gewährleisten des Schutzes und der Sicherheit auf dem Flughafengebiet,
- Sicherstellen ausnahmsloser polizeilicher Einsatzbereitschaft auf dem Flughafengebiet,
- Einrichten und ausführen von Sicherheitsdiensten bei offiziellen Besuchen.

Im Bereich Zugangskontrolle (Großherzog. Reglement vom 24. Februar 2016)
- Durchführung von Zugangskontrollen im Bereich des Flughafens,
- Kontrolle und Überwachung des Sicherheitspersonals von lux-Airport S.A., welches Zugangskontrollen im Auftrag der großherzoglichen Polizei auf dem Flughafengebiet durchführt,
- Durchführen von Überprüfungen betreffend das Vorleben der Antragsteller von Zutritts- und Aufenthaltsgenehmigungen für den Flughafenbereich.

Im Bereich Sicherheitsdurchsuchungen (Großherzog. Reglement vom 24. Februar 2016)
- Durchführen von Sicherheitskontrollen und -durchsuchungen im Flughafenbereich,
- Kontrolle und Überwachung des Sicherheitspersonals von lux-Airport S.A., welches Sicherheitskontrollen und -durchsuchungen im Auftrag der großherzoglichen Polizei im Flughafenbereich durchführt.

Im Bereich „Bürgernahe Polizei“ resp. Proximitätspolizei
- Gewährleisten einer sichtbaren Präsenz im Proximitätsschalter im öffentlichen Bereich der Abflughalle.

## Bisherige Direktoren
- 2000–2001: Jacques Klein
- 2001–2005: Jeff Schlentz
- 2006–2018: Thierry Fehr
- 2018 bis heute: Christian Steichen[2]